# Giacomo Almirante
Giacomo Almirante (* 12. September 1875 in Palermo; † 12. Januar 1944 in Rom) war ein italienischer Schauspieler.

## Leben
Almirante widmete fast sein gesamtes professionelles Leben der Bühne. 1891 begann er als Sechzehnjähriger in der Truppe eines Onkels, Antonio Teodosio, und wechselte ein Jahr später zu den Ensembles von Lyda Borelli, dann von Clara Calamai und unter Regisseur Luigi Monti, mit Angelo Diligenti und schließlich Pietro Zoli. Das erste Jahrzehnt des 20. Jahrhunderts sah ihn in Rollen des jugendlichen Hauptdarstellers in verschiedenen Truppen. 1909 wechselte er zum komischen Rollenpart, als er mit Galli-Guasti-Ciarli-Bracci spielte. Drei Jahre später übernahm er die Verantwortung und die komische Hauptrolle im Repertoire des Theaters von Anna De Marco. Bis in die 1940er Jahre hinein trat er, immer mehr dem Grand Guignol verhaftet, in den verschiedensten Ensembles auf.
Auf der Leinwand machte sich Almirante rar; einem einzigen Stummfilm aus dem Jahr 1916 folgten rund fünfzehn Rollen als Charakterdarsteller zwischen 1932 und 1942.
Almirante ist als Sohn des Schauspielers Nunzio der Bruder von Ernesto und Luigi, beides ebenfalls Schauspieler, und des Regisseurs Mario. Seine Cousine war Italia Almirante Manzini. Er war mit der Schwester von Olinto Cristina verheiratet, Ada, die auf der Bühne als Ada Cristina Almirante auftrat.

## Filmografie (Auswahl)
- 1916: Amanda
- 1932: Pergolesi
- 1942: Soltanto un bacio